# Шегебаев, Бажий
Бажи́й Шегеба́ев (каз. Бажи Шегебаев; 1881 год — 1960 год) — старший чабан колхоза «Жалтас» Кувского района Карагандинской области, Казахская ССР. Герой Социалистического Труда (1948).

## Биография
Родился в 1881 году в ауле Кзылтай Павлодарского уезда Семипалатинской области (ныне — Баянаульский район Павлодарской области Казахстана).
Трудовую деятельность начал на одном из заводов в посёлке Майкаин.
С 1930 года проживал в Карагандинской области, где работал чабаном, старшим чабаном в колхозе «Жалтас» Кувского района. Проработал в этом колхозе до своей кончины в 1960 году.
В годы Великой Отечественной войны и в послевоенные годы ежегодно перевыполнял план по сбору шерсти и выращиванию ягнят. В 1948 году был удостоен звания Героя Социалистического Труда «за получение высокой продуктивности животноводства в 1947 году при выполнении колхозом обязательных поставок сельскохозяйственных продуктов и плана развития животноводства».
Умер 16 июня 1960 года. Похоронен на Сарыозекском кладбище Шарыктинского сельского округа Каркаралинского района Карагандинской области Казахстана.
Награды
- Герой Социалистического Труда — указом Президиума Верховного Совета СССР 23 июля 1948 года
- Орден Ленина